# Peptide vasoactif intestinal

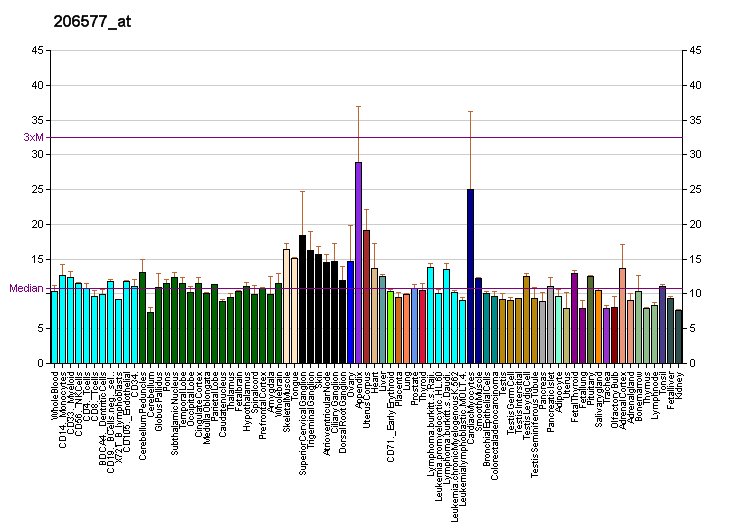
Expression génique du gène VIP

Le peptide vasoactif intestinal, aussi appelé VIP (de l'anglais vasoactive intestinal peptide), est un peptide possédant une activité vasculaire au niveau de l'intestin.

## Distribution tissulaire
Utilisé pour la première fois par Saïd et Mutt en 1970, cette substance a été découverte dans la paroi du duodénum mais est également présente dans l'ensemble du tube digestif et dans le pancréas, dans les cellules glandulaires et dans leurs fibres nerveuses ainsi que dans les nerfs de l'appareil urinaire et génital (ces nerfs sont à l'origine de la vasomotricité : fermeture et ouverture des vaisseaux plus spécifiquement au niveau des artères du cerveau et du cœur). Le VIP est également présent au niveau de la médullosurrénale et dans le système nerveux central.
Ce peptide constitué de 28 acides aminés est présent chez tous les mammifères.

## Fonctions
Le peptide vasoactif intestinal a un effet sur plusieurs parties différentes du corps :
- en ce qui concerne le système digestif, VIP semble induire une relaxation musculaire lisse (sphincter inférieur de l'œsophage, estomac, vésicule biliaire), stimuler la sécrétion d'eau dans le suc pancréatique et dans la bile et provoquer une inhibition de la sécrétion d'acide gastrique et l'absorption dans la lumière intestinale. Son rôle dans l'intestin est de stimuler majoritairement la sécrétion d'eau et d'électrolytes, ainsi que la dilatation du muscle lisse intestinal, la dilatation des vaisseaux sanguins périphériques (en stimulant la sécrétion de bicarbonate pancréatique) et l'inhibition de la sécrétion d'acide gastrique (en inhibant la sécrétion de gastrine). Ces effets se rassemblent pour accroître la motilité[1] ;

- il a également pour fonction de stimuler la sécrétion de pepsinogène par les cellules principales de l'estomac[1] ;

- il est également présent dans le cerveau et certains nerfs autonomes. Une région du cerveau comprend une zone spécifique du noyau suprachiasmatique (SCN), l'emplacement du « pacemaker circadien maître ». Le SCN coordonne la comptabilisation du temps quotidien dans le corps et le VIP joue un rôle clé dans la communication entre les cellules du cerveau de l'individu au sein de cette région. De plus, VIP est également impliqué dans la synchronisation du calendrier de la fonction du SCN avec le cycle environnemental lumière-sombre. Ensemble, ces rôles dans le SCN font du VIP un élément essentiel du mécanisme de comptabilisation du rythme circadien chez les mammifères[1] ;

- VIP aide aussi à réguler la sécrétion de prolactine, il stimule sa sécrétion[1] ;

- il est également présent dans le cœur et a des effets importants sur le système cardiovasculaire. Il provoque une vasodilatation coronarienne ainsi que des effets inotrope et chronotrope positives. Des recherches sont en cours pour voir s'il a un rôle bénéfique dans le traitement de l'insuffisance cardiaque[1].

## Maladie
Le VIPome est une tumeur sécrétant cette hormone.